# République romaine (1798)
Pour les articles homonymes, voir République romaine (homonymie).
1798–1799
Entités précédentes :
- États pontificaux
- République ancônitaine
- République tibérine

Entités suivantes :
- États pontificaux

La République romaine (en italien : Repubblica Romana), l'une des républiques sœurs associées à la Première République française, est un État qui connut une existence brève (du 15 février 1798 à septembre 1799).

## Contexte
Le général Duphot, de l'ambassade de France, ayant été tué dans une rixe fin décembre 1797, les troupes françaises menées par le général Louis-Alexandre Berthier envahirent les États pontificaux et s'emparèrent de la ville de Rome le 23 pluviôse an VI (11 février 1798). Le pape Pie VI fut déposé et déporté en Toscane, puis en France, où il mourut en exil.

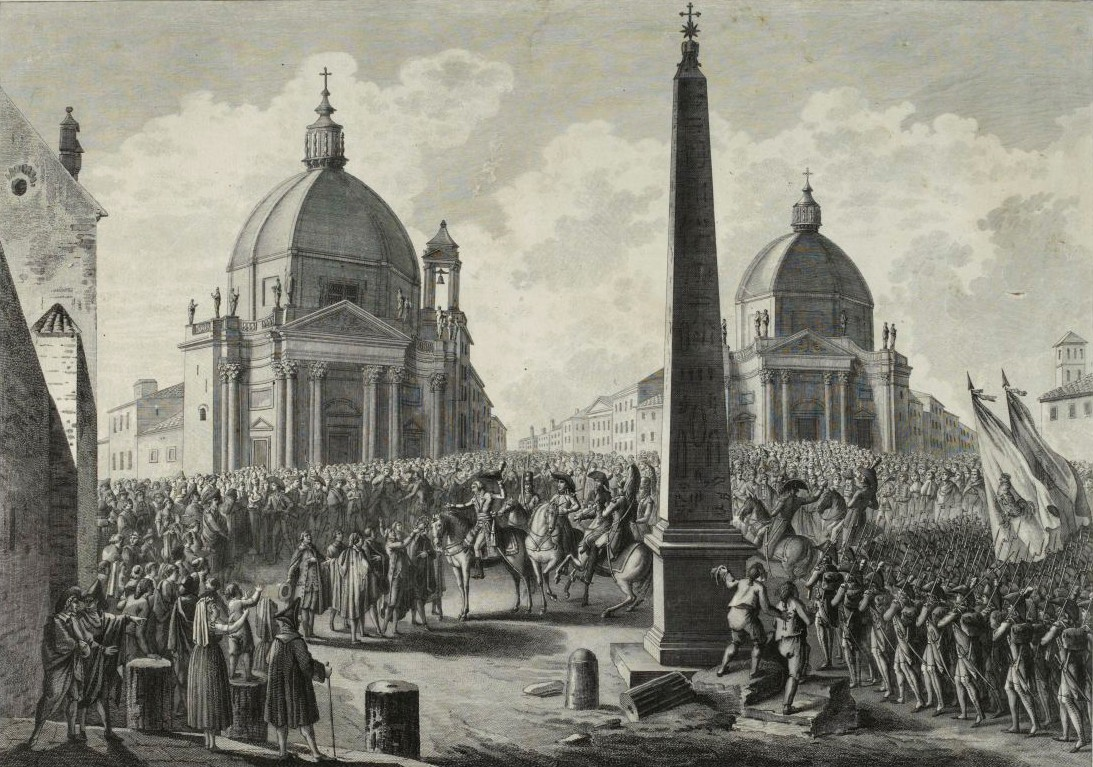
Entrée des troupes françaises dans Rome, (musée de la Révolution française).

À la place des États pontificaux, le général Berthier proclama la République romaine le 27 pluviôse an VI (15 février 1798). Le nouveau pays fut organisé sur le modèle de la République française, par Daunou et Monge, avec l'aide de révolutionnaires locaux comme le graveur Francesco Piranesi et de quelques Français comme Florens.

## Insurrections
« La première de ces causes est l’honneur qu’a cherché à nous ravir une poignée de brigands qui, sans doute, ont surpris la confiance nationale, et qui se sont répandus dans les maisons les plus riches de Rome, se disant percepteurs de la contribution frappée et qui, sous ce titre honorable ont volé impunément or, argent, bijoux, effets précieux, et chevaux sans en donner aucun reçu ; une pareille conduite déshonorerait aux yeux de l’univers entier la Nation française, et couvrirait à jamais d’un voile infamant l’éclat de ses armes, si elle restait impunie »

— Partie du message adressé au Directoire par les officiers en révolte, 27 février 1798.

### Déroulement

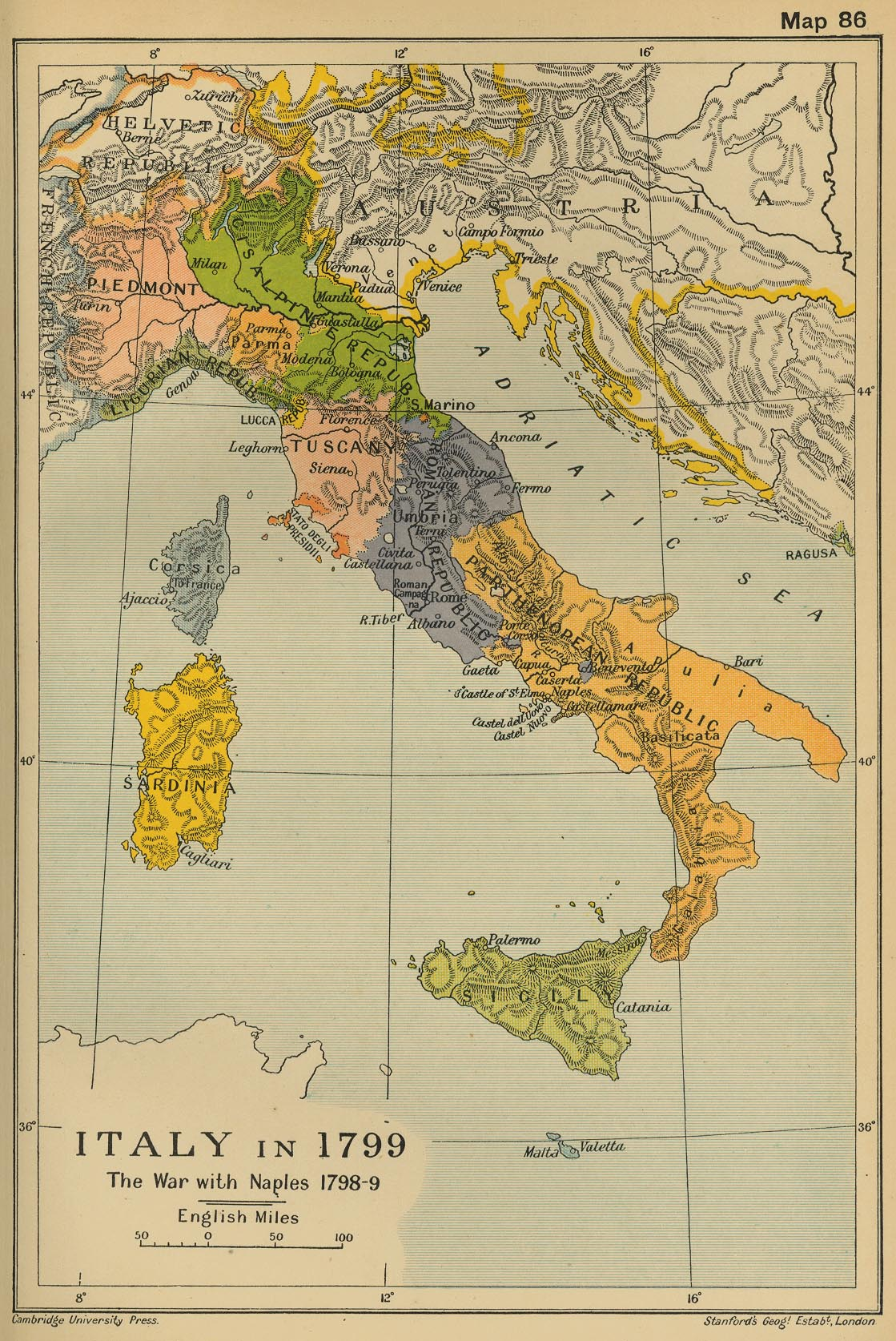
L'Itale en 1798-1799 : la république romaine y apparaît sous le nom Roman Republic, en violet, au milieu.

Le nouveau régime fut fraîchement accueilli par la population romaine, qui vécut mal les pillages qui accompagnèrent la prise de Rome.
6 ventôse an VI (24 février 1798), à l'occasion d'une cérémonie pour le général Duphot, des centaines de militaires se réunissent en face du Panthéon — parmi eux, une majorité d'officiers dont deux tiers de capitaines — qui rédigent des doléances adressée à André Masséna et Louis-Alexandre Berthier. Les militaires demandent le paiement des salaires et la mise en place de sanction à l'encontre des responsables de pillages lors de la prise des États pontificaux. Masséna refuse de prendre en compte les demandes des militaires, entraînant l'invasion du palais Ruspoli puis son engagement à payer une partie du solde des militaires dans les 48h et le reste sous quinzaine. Dans le même temps, Berthier négocie avec les officiers en révolte.
Les doléances des militaires prennent à partie plus largement Masséna même si ce dernier ne peut être rendu coupable ni du retard de paiement ni des vols dans la cité éternelle. Toutefois, son passé de « dilapideur » fait porter sur lui les accusations de pillages.
Le lendemain, Masséna ordonne le repli de l'armée française sur l'autre rive du Tibre afin de désolidariser l'insurrection militaire. C'est toutefois une insurrection civile, rapidement vaincue, qui éclate depuis plusieurs quartiers du Trastevere. À la suite de cet épisode, les officiers tentent de destituer Masséna.
À la fin de ces deux journées de troubles, Masséna déménage à l’extérieur de la ville et Berthier quitte la nouvelle République. Claude Dallemagne, alors commandant provisoire de Rome, se retrouve responsable de la ville face à des directives contradictoire de Berthier et Masséna. Deux nouvelles insurrections éclatent le 2 mars et le 14 mars quand les officiers refusent d'obéir à un ordre de Masséna pour un transfert de troupe et enfin quand ce dernier rentre à Rome et où les officiers en révolte demandent sa destitution, son départ sous les 24 heures et l'attribution des pouvoirs à Dallemagne en attendant les ordres du Directoire.
Ces ordres arrivent le 18 mars et indiquent un renforcement de l'autorité des commissaires civils, le transfert de Berthier vers l'armée d'Angleterre et de Masséna vers Gênes avec l'attribution des pouvoirs dans l'Urbs à Laurent de Gouvion-Saint-Cyr qui doit, sous les ordres du Directoire, arrêter les officiers impliqués dans les insurrections.

### Conséquences et bilan
En avril, Gouvion-Saint-Cyr tente de faire arrêter les officiers mais se trouve face à une nouvelle menace d'insurrection où un nouveau rassemblement a lieu devant le Panthéon: les officiers ne seront pas poursuivis. Les soldats et officiers accusés de vols et de pillage sont acquittés dans les mois qui suivent. Par la suite, Masséna demanda sa réhabilitation à son poste précédent en devinant, par le comportement de Berthier notamment, un complot contre sa personne de la part de Napoléon,. Les deux généraux voient en revanche dans l'insurrection populaire la main de Naples et de l'Autriche, ce que le Directoire ne prend pas en compte. Pour Jacques Godechot, cet épisode relève d'une dynamique contre-révolutionnaire,.
À l'inverse des nombreuses insurrections militaires qui touchent les villes de Crémone, Mantoue ou encore Milan, celle de Rome se distingue par sa durée et par le respect de la structure hiérarchique. Les principales raisons de ces soulèvements sont la mauvaise gestion de la paie dans l'armée tandis que les membres de l'État-major s'enrichissent considérablement. C'est aussi l'honneur de l'armée qui est en cause, selon les officiers inculpés et jugés à Grenoble,.

## Chute
En novembre 1798, les troupes de Ferdinand IV de Naples lancèrent une offensive contre la République romaine et reprirent Rome le 7 frimaire an VII (27 novembre 1798). Elles furent bien accueillies par la population, mais cette occupation napolitaine fut courte. L'armée française, menée par Championnet, reprit l'offensive, battant les troupes napolitaines à Civita Castellana le 15 frimaire an VII (5 décembre 1798), avant de reprendre la capitale le 24 frimaire an VII (14 décembre 1798).
Toutefois, la France se désengagea peu à peu de la péninsule italienne durant l'année 1799, permettant une reprise de Rome par les troupes napolitaines, aidées de la Grande-Bretagne, en septembre 1799, marquant la fin de la République romaine.

## Historiographie
Cet épisode de la Révolution dans la cité éternelle fut longtemps traité à travers le prisme de l'expression de « révolution passive » formulée par Vincenzo Cuoco avant de faire l'objet de nouvelles recherches à la fin du XXe siècle pour démontrer que la République romaine fut l'objet d'innovations politiques.